# Picossatélite
O termo picossatélite ou picosat é utilizado para designar um satélite artificial miniaturizado com uma massa menor do que 1 kg. Tal como em projetos envolvendo microssatélites (microsats) ou nanossatélites (nanosats) este tipo de satélite miniaturizado geralmente emprega múltiplos picossatélites operando juntos ou em formação (também chamada de "swarm"). Igualmente, como no caso dos microsats e dos nanosats, requerem um "satélite-mãe" maior para comunicação com os centros de controle no solo ou para lançamento e operações com picossatélites. O projeto CubeSat é um exemplo de picossatélite.